# Ah perfido!

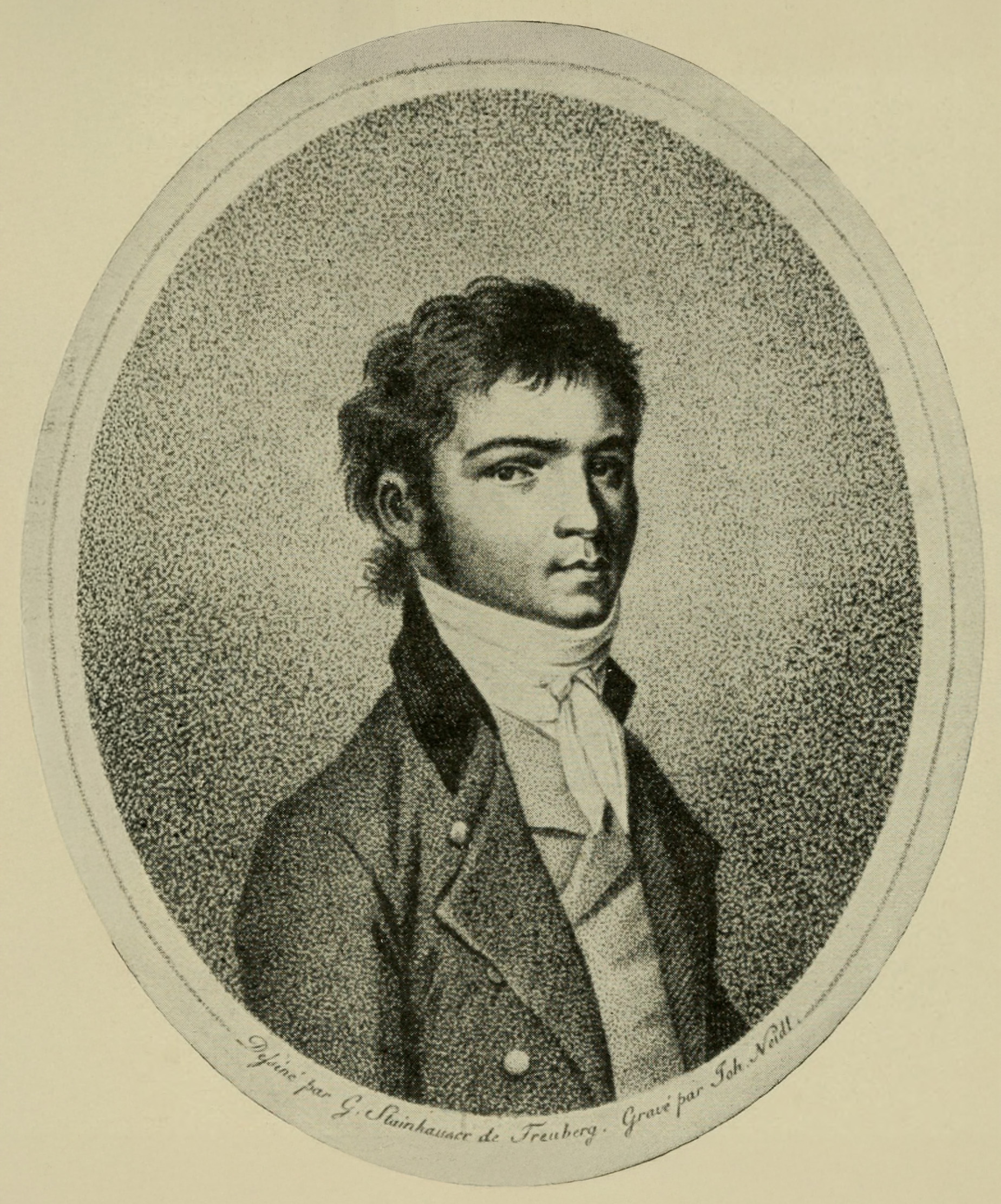
Beethoven en 1796.

"Ah perfido!" Op. 65 es una escena y aria de concierto en italiano compuesta por Ludwig van Beethoven en 1796 con textos de Pietro Trapassi o Metastasio. La partitura está dedicada a la condesa Josephine von Clary Clam-Gallas.

## Historia
Exponente de la tradición clásica, es un aria de concierto para soprano y orquesta, fue compuesta en 1796 y publicada en 1805. Probablemente compuesta para la soprano Josepha Duschek y modelada sobre el aria de concierto "Bella mia fiamma" de Mozart, compuesta para la misma cantante. Presenta tremendas dificultades de ejecución para la cantante designada, generalmente una soprano dramática o una mezzosoprano con fácil extensión en el agudo.
Fue dedicada a la condesa Josephine von Clary Clam-Gallas.
Su duración aproximada es de 15 minutos. 
El tema es el abandono y la diatriba del personaje femenino hacia su amado que la ha traicionado, constando de tres secciones: recitativo, aria y cabaletta.
En el siglo XX entre sus más famosas intérpretes se contaron Frida Leider, Eileen Farrell, Kirsten Flagstad, Helen Traubel, Astrid Varnay, Birgit Nilsson, Régine Crespin, Hildegard Behrens, Christa Ludwig, Cheryl Studer, Maria Callas, Renata Tebaldi, Montserrat Caballé y otras.

### Estreno
El estreno público se celebró el 21 de noviembre de 1796 en Leipzig con la interpretación de la soprano Josepha Duschek. La primera interpretación en Viena tuvo lugar el 22 de diciembre de 1808 en el Theater an der Wien, en el cual se había estropeado la calefacción. Consistió en un monumental concierto "maratón" de cuatro horas con música exclusivamente de Beethoven y que fue dirigido por el propio compositor. Para esta ocasión el compositor quiso contratar a Anna Milder, la Leonora de Fidelio, pero desavenencias lo impidieron siendo reemplazada por Josephine Killitschgy cuya inexperiencia acabó en un desastre. El programa del concierto vienés fue el siguiente:
1. La Sinfonía n.º 6, Op. 68
2. El aria "Ah perfido!" Op. 65
3. El Gloria de la Misa en do mayor, Op. 86
4. El Concierto para piano n.º 4, Op. 58 (tocado por el propio Beethoven)
5. (pausa)
6. La Sinfonía n.º 5, Op. 67
7. El Sanctus y el Benedictus de la misma misa
8. Una improvisación para piano solo tocada por Beethoven
9. La Fantasía coral, Op. 80

## Texto
(RECITATIVO):
Ah! perfido, spergiuro,
Barbaro traditor, tu parti?
E son questi gl'ultimi tuoi congedi?
Ove s'intese tirannia più crudel?

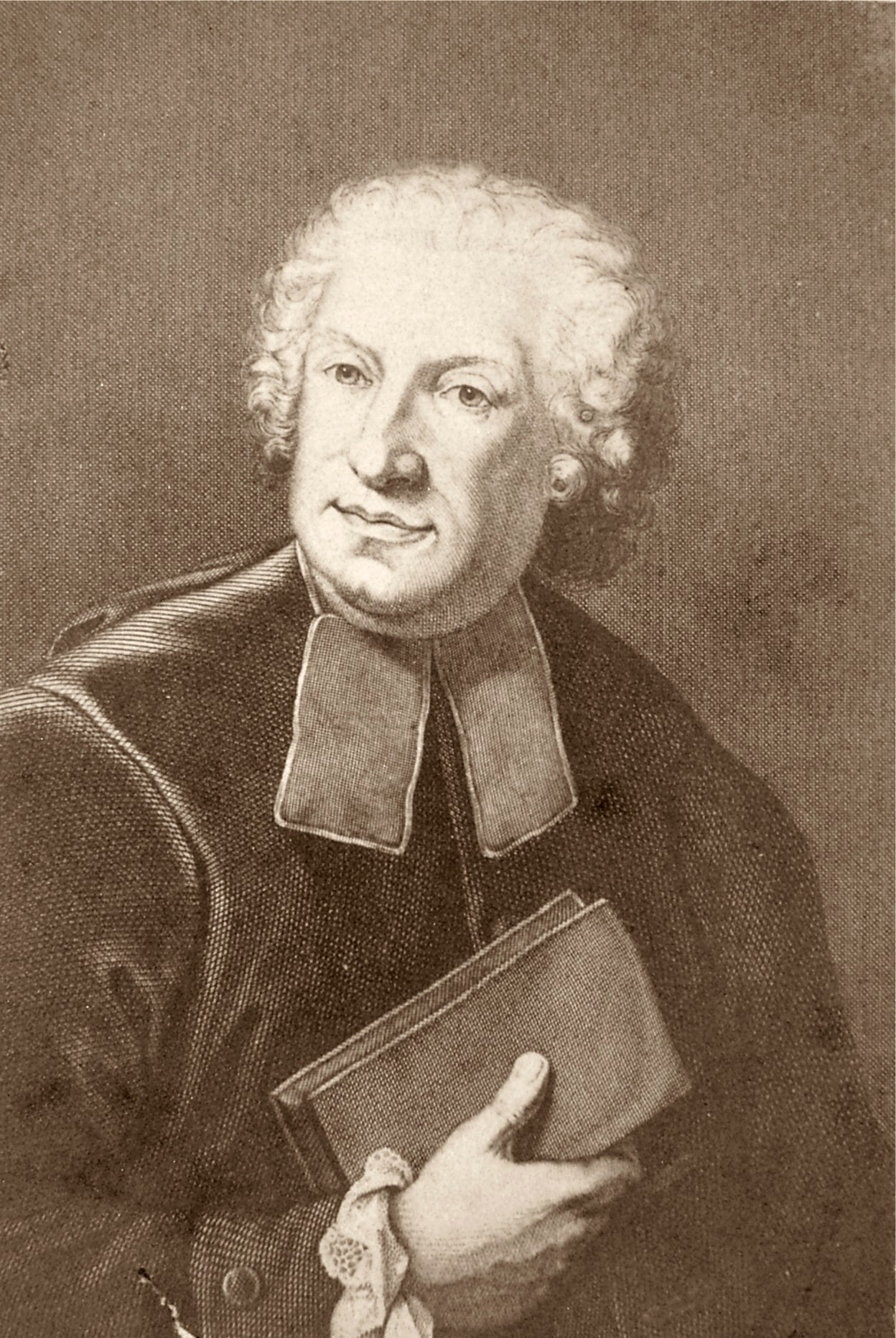
Metastasio, poeta italiano autor del texto.

Va, scellerato! va, pur fuggi da me,
L'ira de' numi non fuggirai.
Se v'è giustizia in ciel, se v'è pietà,
Congiureranno a gara tutti a punirti!
Ombra seguace, presente, ovunque vai,
Vedrò le mie vendette,
Io già le godo immaginando.
I fulmini ti veggo già balenar d'intorno.
Ah no! Fermate, vindici Dei!
Risparmiate quel cor, ferite il mio!
S'ei non è più qual era, son io qual fui,
Per lui vivea, voglio morir per lui!
(ARIA):
Per pietà, non dirmi addio!
Di te priva che farò?
Tu lo sai, bell'idol mio!
Io d'affanno morirò.
(CABALETTA):
Ah crudel! Tu vuoi ch'io mora! 
Tu non hai pietà di me?
Perchè rendi a chi t'adora
Così barbara mercè?
Dite voi se in tanto affanno
Non son degna di pietà?